# توم باك
توم باك (بالإنجليزية: Tom Buck)‏ هو سياسي أمريكي، ولد في 2 مارس 1938 في الولايات المتحدة. حزبياً، نشط في الحزب الديمقراطي. وقد انتخب عضو مجلس نواب جورجيا.